# Alla misura
Alla misura is een Italiaanse muziekterm die betrekking heeft op de voordracht van een muziekstuk of een passage eruit. Het Italiaanse woord misura betekent maat, en alla misura zoveel als 'strak in de maat'. Dit wil zeggen dat een uitvoerend musicus niet de vrijheid dient te nemen om in een bepaalde mate niet tempovast te zijn en dat een extra focus op correcte plaatsing (timing) van de noten ligt.
Deze aanwijzing ziet men mogelijk bij signalen of werken waar het niet gewenst is dat tempo-afwijkingen plaatsvinden. De tegenhanger van deze aanwijzing is tempo rubato, wat juist een grote vrijheid op het gebied van tempo betekent.